# 新沂市
新沂市 为中国江苏省下辖县级市，现由徐州市代管。是华东重要的交通枢纽之一。东陇海铁路与胶新铁路、新长铁路的交汇点。市人民政府駐市府路37号。区域总面积为1,592.3平方公里。
新沂市的旅游口号是：一山一湖一古镇。山是指马陵山，湖是指骆马湖，古镇是指窑湾镇。

## 地名由来
新沂之名因新沂河流贯全境，1949年后根除了历史上的沂水灾害，使沂河两岸人民得益很大，故取名新沂。

## 历史
秦朝时，设置司吾县。
西汉时，分属司吾县和建陵县。
南北朝时，其地并入宿豫县。
唐朝时，改宿豫县为宿迁县，今新沂市境大部属之。
1949年5月，中共政权以宿迁、沭阳、东海、邳县四县边区置新安县，属淮阴专区。
1952年，改名新沂县。
1953年，划归徐州专区，后属徐州地区。

## 行政区划
新沂市下辖4个街道办事处、13个镇：
新安街道、北沟街道、唐店街道、墨河街道、瓦窑镇、港头镇、合沟镇、草桥镇、窑湾镇、棋盘镇、马陵山镇、新店镇、邵店镇、时集镇、高流镇、阿湖镇、双塘镇和锡沂工业园区。

## 人口
2020年末，第七次全国人口普查全市户籍人口111.63万人，同比下降0.6%；其中男性人口57.99万人，女性人口53.64万人，男女性别比例108.1：100。

## 交通
- 陇海铁路：徐塘庄站，新沂站，瓦窑站，草桥站
- 连徐客运专线：新沂南站
- 连霍高速过境。
- 205国道过境。
- 235国道0公里起点。